# Kasteel van Moha
Het kasteel van Moha of Sint-Gertrudiskasteel was een kasteel te Moha in de Belgische gemeente Wanze in de provincie Luik. Het kasteel was een hoogteburcht en ligt ten noorden van Moha op een rotspunt. Op een ander hoog punt ligt aan de zuidzijde van het dorp de Onze-Lieve-Vrouw van de Rozenkranskerk.

## Geschiedenis
In 1031 wordt het kasteel voor het eerst genoemd. Het werd gebouwd ter bescherming tegen binnenvallende Noormannen.
Door de geografische ligging van het kasteel lag het in de bufferzone van drie grote machten, het graafschap Namen, het graafschap Hoei in het prinsbisdom Luik en het hertogdom Brabant. Dat leverde een aantal moeilijke perioden op.
In 1225 stond het graafschap Moha onder het gezag van de prins-bisschop van Luik, Hugo II van Pierrepont. Het kasteel werd een fort en gebruikt als een gevangenis. Voor de prelaat was Moha het enige kasteel waar hij zich kon terugtrekken in het geval van opstand in Hoei of Luik, niet ver van de hoofdstad.
In 1345 werd Engelbert van der Mark ingewijd als bisschop van Luik.
In 1376 belegeren de opstandige inwoners van Hoei het kasteel. Dat werd het begin van het verval. Ze werd een kazerne en in de loop van de zeventiende eeuw werd ze verlaten.
Omstreeks 1890 kocht de Belgische staat de ruïne en gebruikte deze als steengroeve voor gebouwen in de omgeving.
Sinds 1981 wordt de ruïne opgeknapt.

## Klimmen
Op de rotsen aan de noordkant van het kasteel kan er geklommen worden. Er bevinden zich vooral 4de- en 5degraads routes en de rotsen zijn ongeveer 18m hoog. 

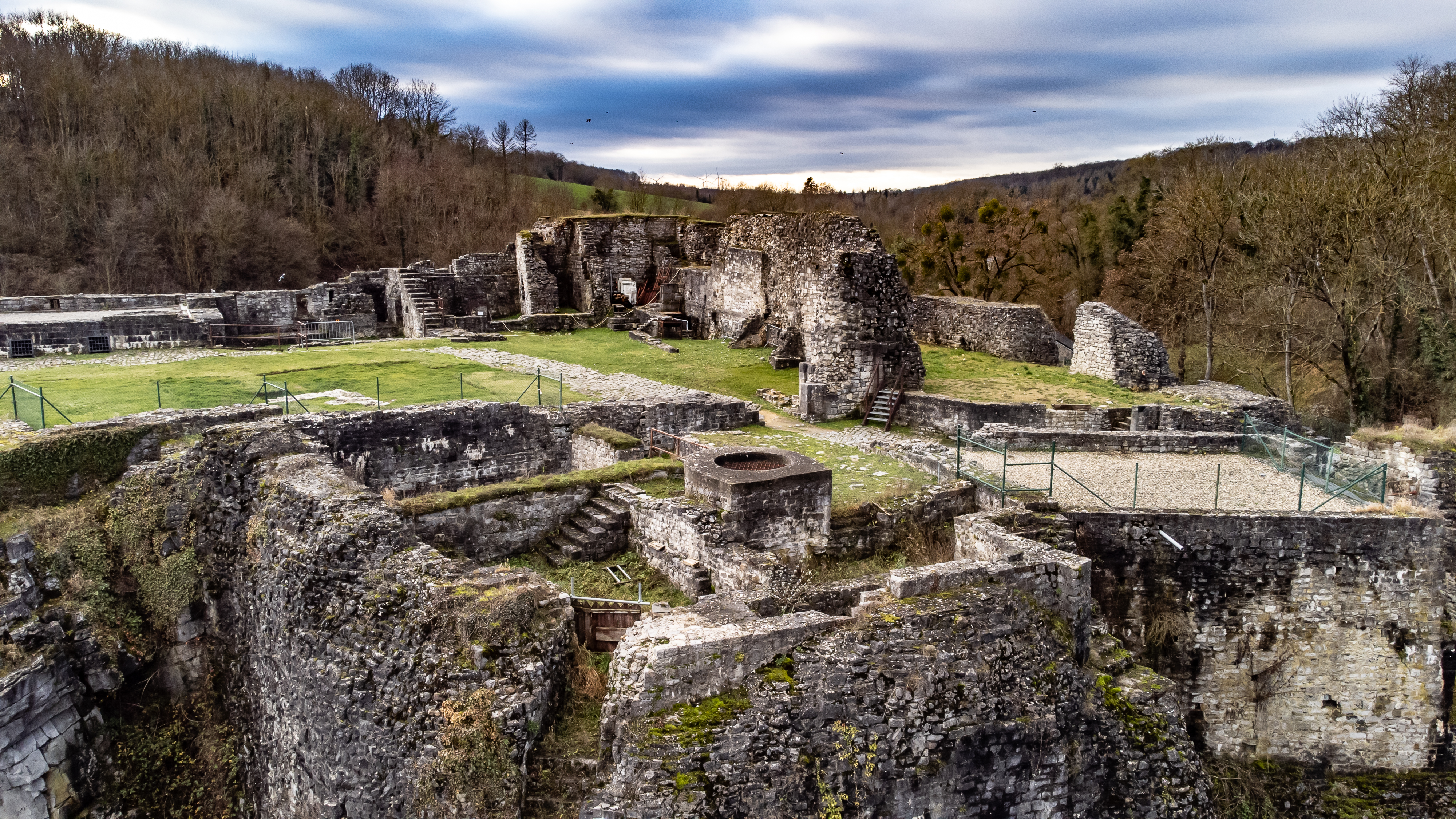
Ruïne
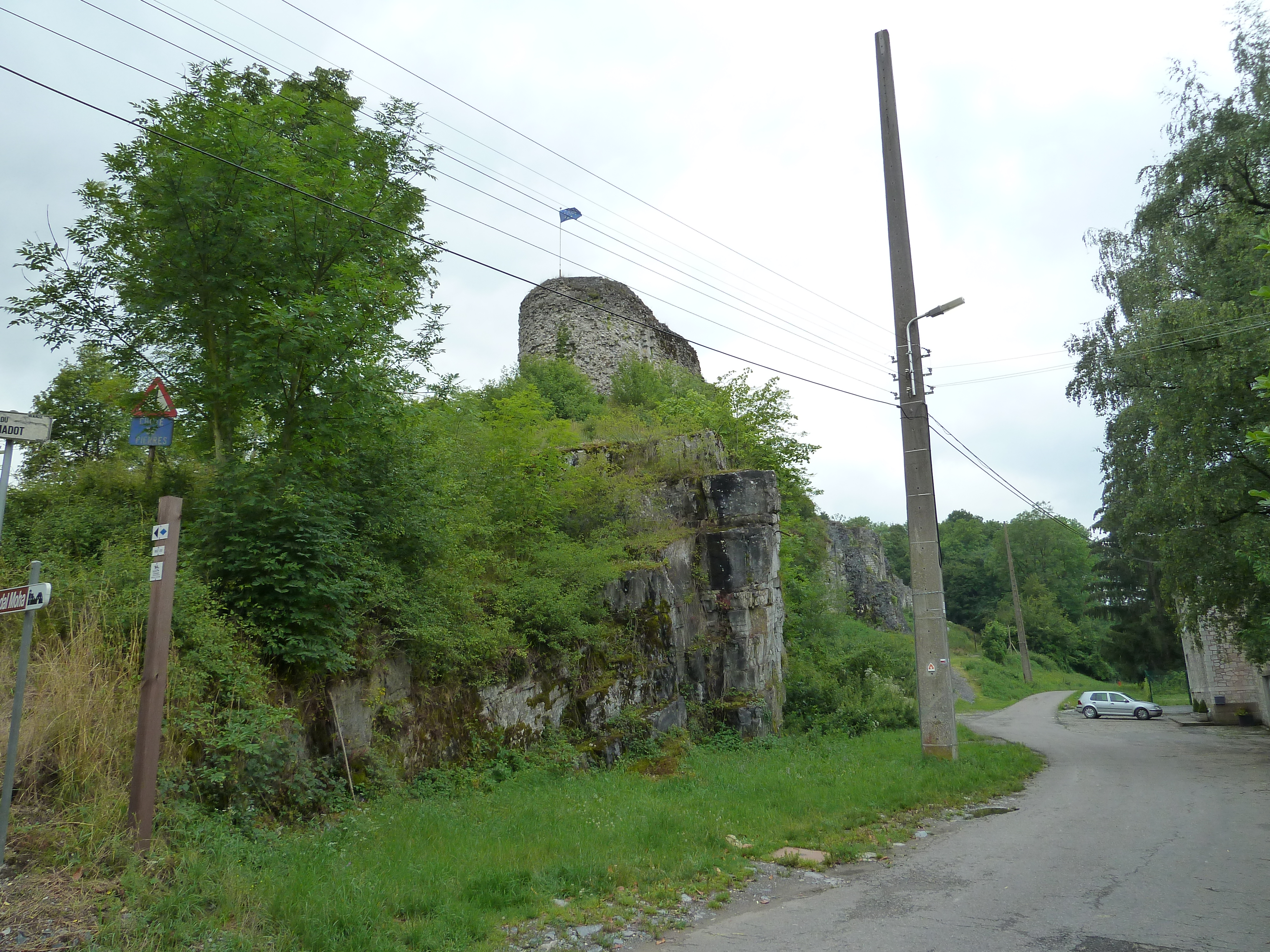
Gezien vanaf straatniveau
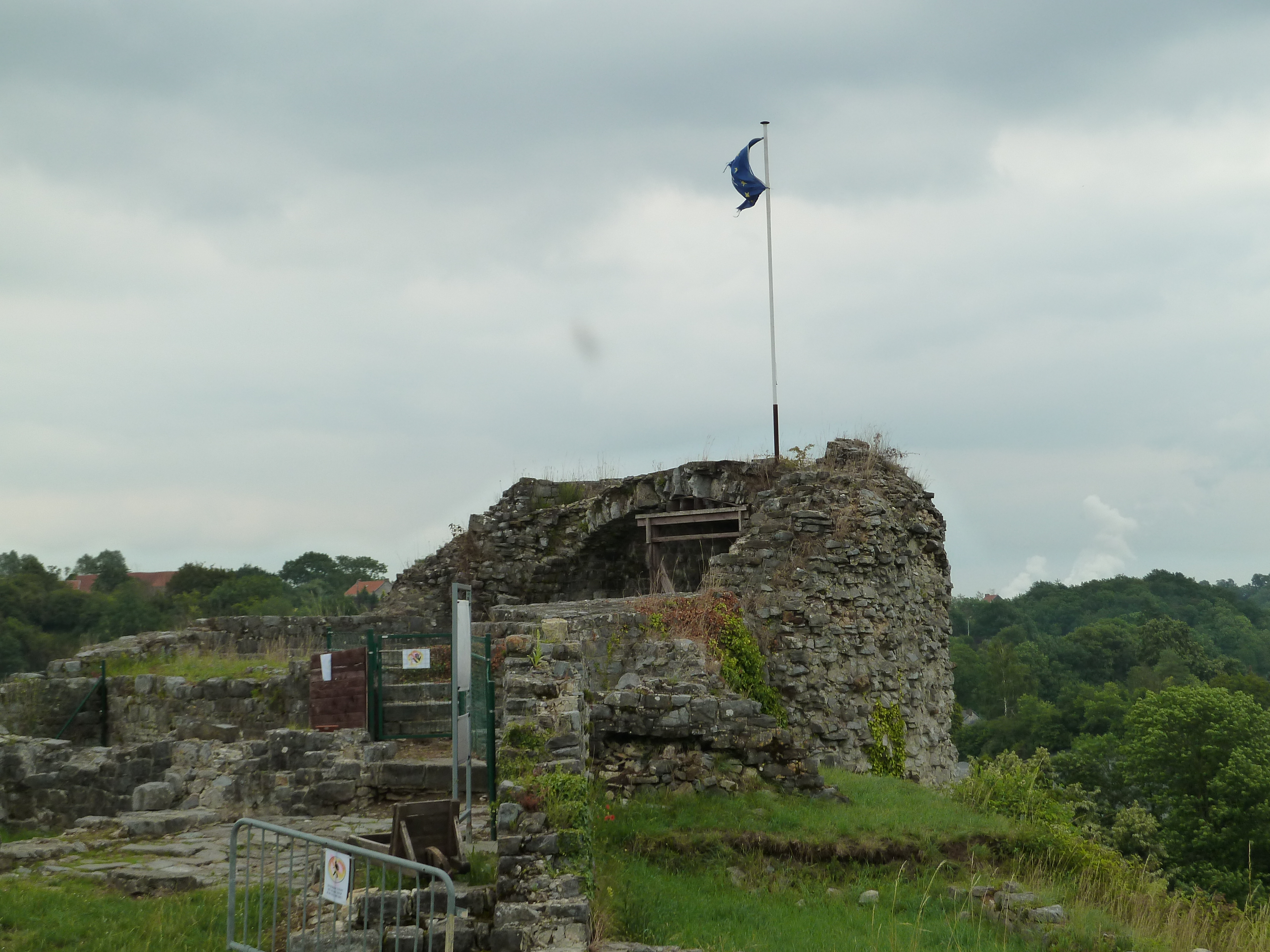
De zuidoostelijkste toren
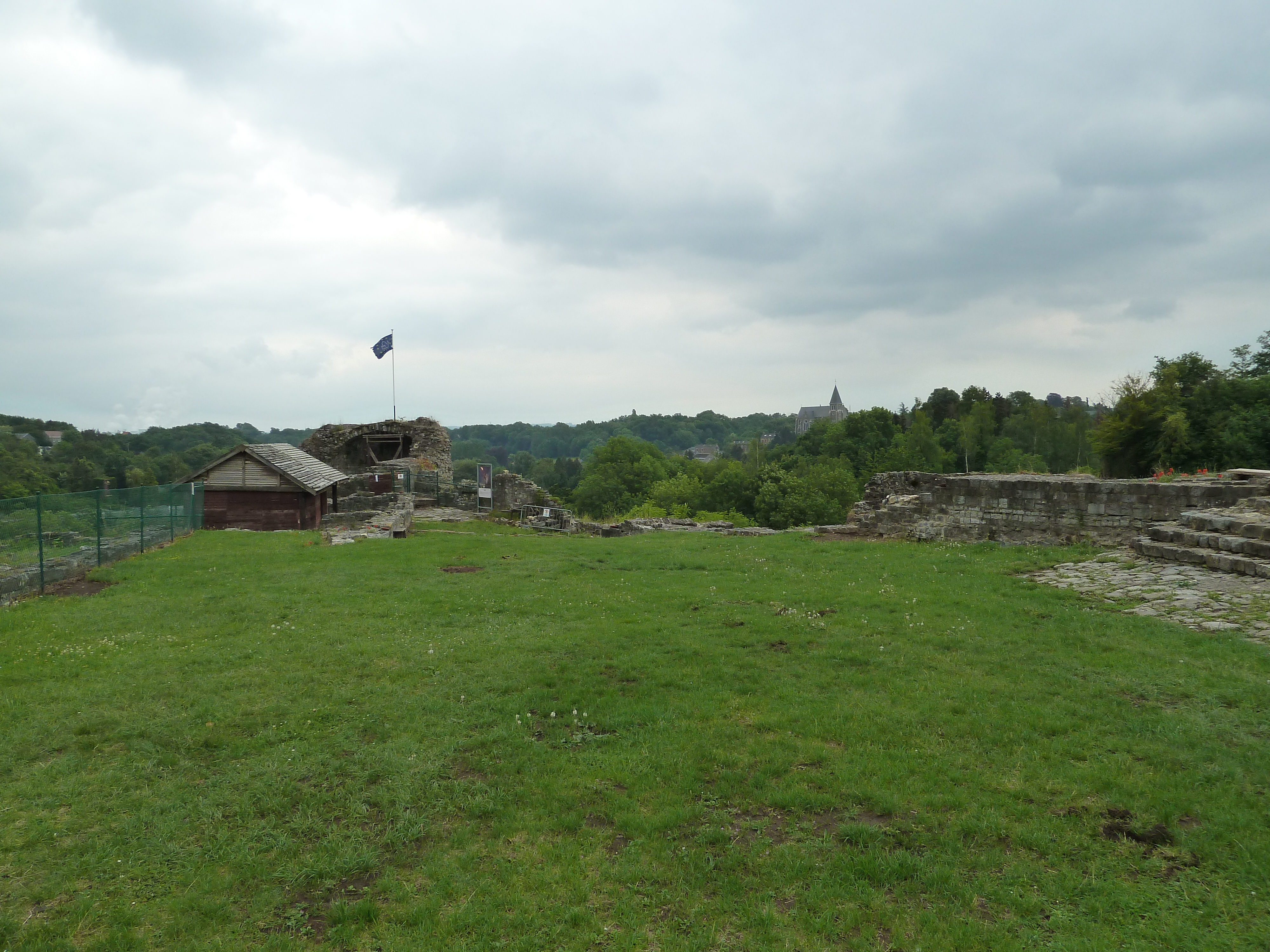
Binnenterrein gezien richting zuidoosten
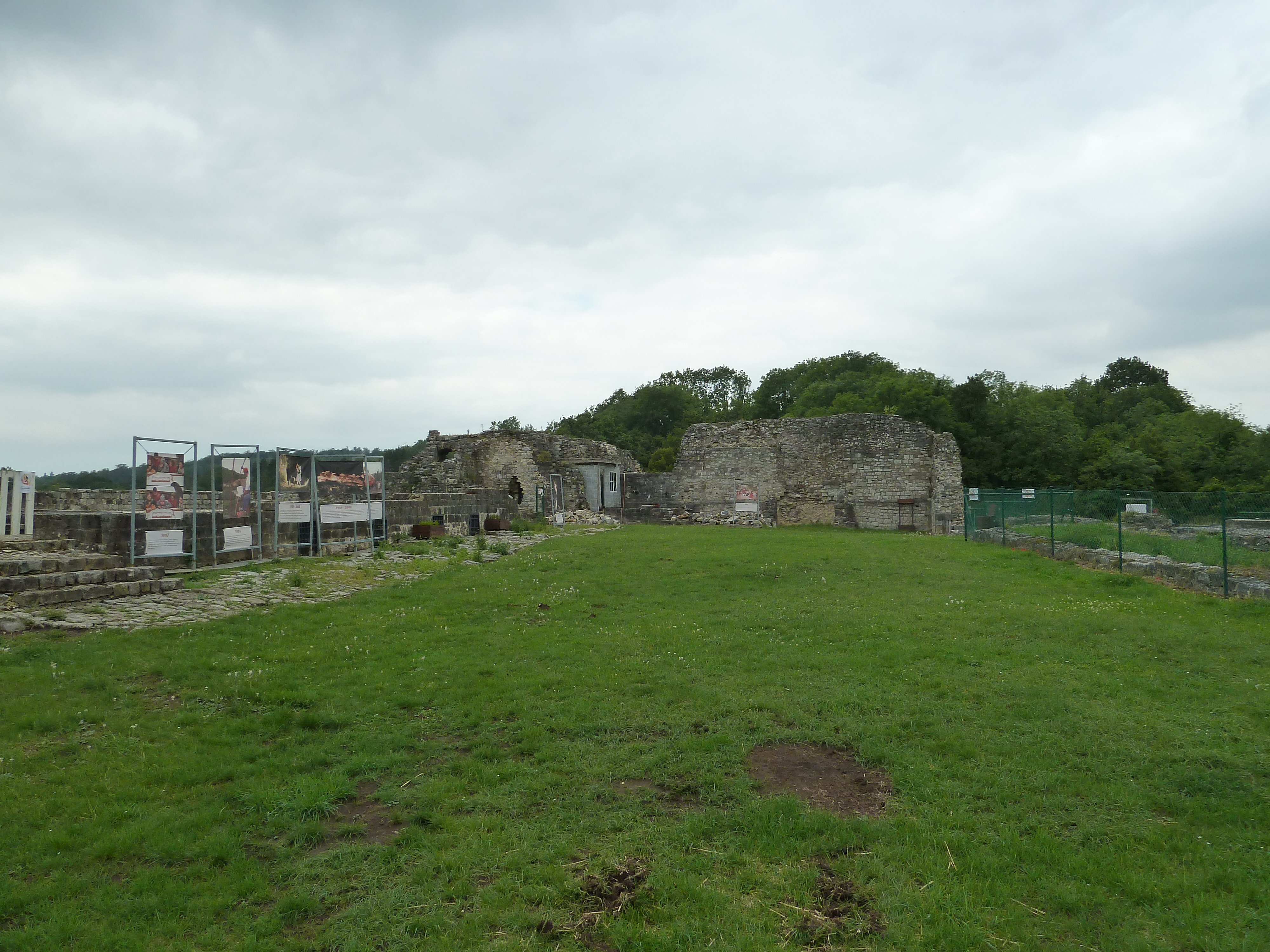
Binnenterrein gezien richting noordwesten
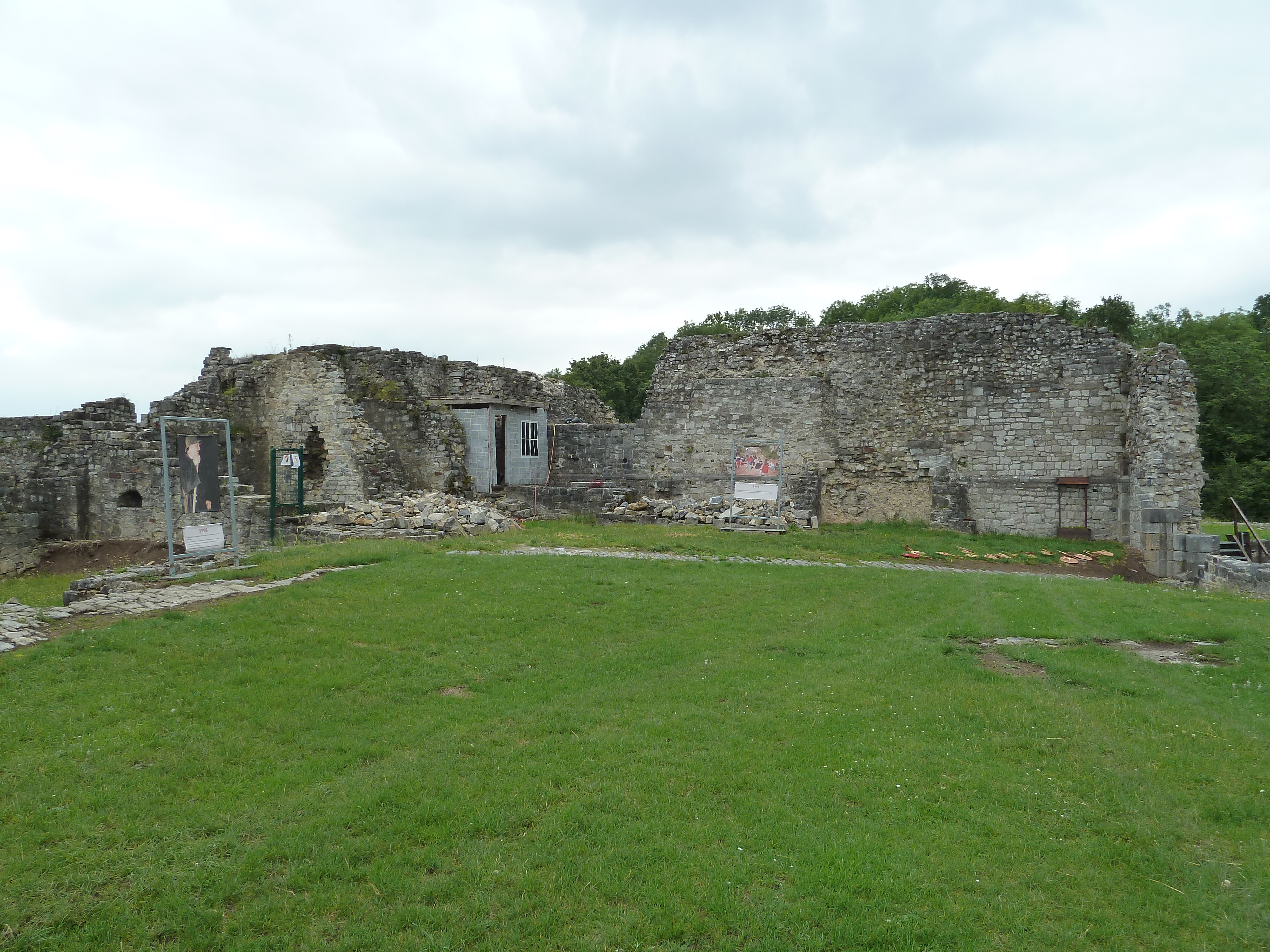
Noordwestelijk deel